# Kuroshiodaphne phaeacme
Kuroshiodaphne phaeacme is een slakkensoort uit de familie van de Raphitomidae. De wetenschappelijke naam van de soort is voor het eerst geldig gepubliceerd in 1990 door Sysoev.